# NGC 458
NGC 458 ist ein offener Sternhaufen in der Kleinen Magellanschen Wolke im Sternbild Tukan. Der offene Sternhaufen NGC 458 wurde am 6. September 1826 von dem schottischen Astronomen James Dunlop entdeckt.